# Elvis Kemayo
Elvis Kemayo, né le 7 septembre 1948 à Douala, est un artiste et imprésario camerounais. 

## Biographie

### Enfance et débuts
Elvis Kemayo naît le  à Douala, est un artiste et imprésario camerounais. De son vrai nom Pierre Kemayo , il se fait appeler Elvis en référence  à son idole Elvis Presley[réf. nécessaire].

### Carrière
Il est connu pour avoir créé et dirigé Télépodium aux débuts de CRTV. Émission populaire de détente musicale du dimanche. De retour du Gabon, Elvis Kemayo est sollicité pour créer une émission de détente le dimanche sur les antennes de la jeune CRTV.